# Colorazione strutturale

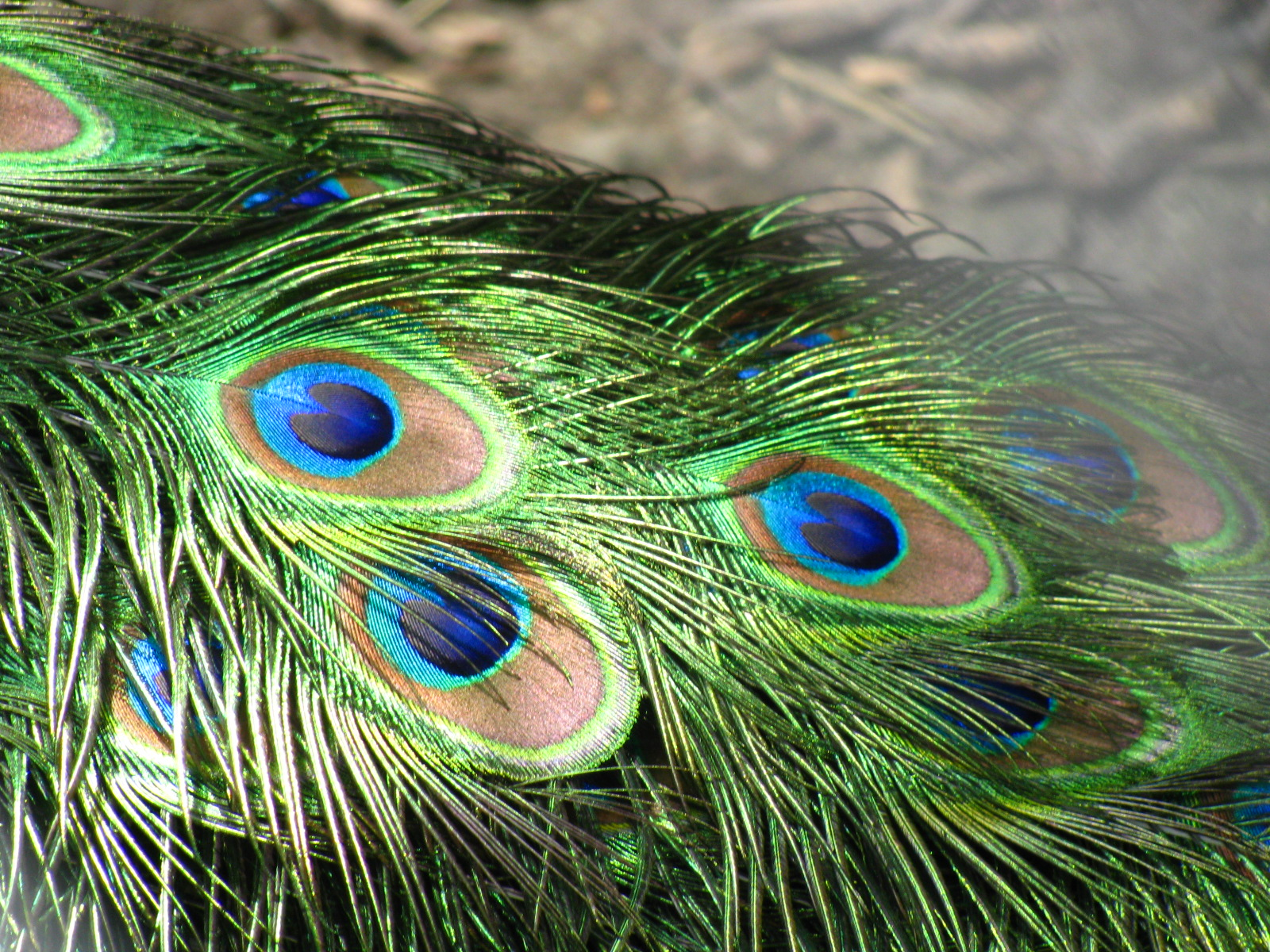
I brillanti colori cangianti delle penne della coda del pavone sono creati dalla colorazione strutturale, come notato per la prima volta da Isaac Newton e Robert Hooke.

La colorazione strutturale negli animali e in alcune piante consiste nella produzione di colore da parte di superfici microscopicamente strutturate, sufficientemente fini da interferire con la luce visibile, invece che con dei pigmenti, sebbene alcune colorazioni strutturali si verifichino in combinazione con i pigmenti. Ad esempio, le penne della coda del pavone sono pigmentate di marrone, ma la loro struttura microscopica fa sì che riflettano anche la luce blu, turchese e verde e siano spesso iridescenti.
La colorazione strutturale fu descritta per la prima volta dagli scienziati inglesi Robert Hooke e Isaac Newton, e il suo principio, l'interferenza delle onde, fu spiegato da Thomas Young un secolo dopo. Young descrisse l'iridescenza come il risultato dell'interferenza tra i riflessi di due o più superfici di film sottili, combinata con la rifrazione della luce quando entra ed esce da tali film. La geometria determina quindi che, a determinate angolazioni, la luce riflessa da entrambe le superfici interferisce in modo costruttivo, mentre, ad altre angolazioni, la luce interferisce in modo distruttivo. Colori diversi appaiono quindi a seconda dell'angolazione.
Negli animali, come nelle piume degli uccelli e nelle squame delle farfalle, l'interferenza è creata da una serie di meccanismi fotonici, tra cui reticoli di diffrazione, specchi selettivi, cristalli fotonici, fibre cristalline, matrici di nanocanali e proteine che possono variare la loro configurazione. Anche alcuni tagli di carne presentano anche una colorazione strutturale dovuta all'esposizione della disposizione periodica delle fibre muscolari. Molti di questi meccanismi fotonici corrispondono a strutture elaborate visibili tramite microscopia elettronica. Nelle poche piante che sfruttano la colorazione strutturale, i colori brillanti sono prodotti da strutture presenti all'interno delle cellule. La colorazione blu più brillante conosciuta in un tessuto vivente si trova nelle bacche marmoree di Pollia condensata, dove una struttura a spirale di fibrille di cellulosa produce la diffusione della luce secondo la legge di Bragg. La brillante lucentezza dei ranuncoli è prodotta dalla riflessione da film sottile da parte dell'epidermide, integrata dalla pigmentazione gialla e dalla forte dispersione diffusa da parte di uno strato di cellule di amido immediatamente sottostante.
La colorazione strutturale ha potenziale per applicazioni industriali, commerciali e militari, con superfici biomimetiche che potrebbero fornire colori brillanti, mimetizzazione adattiva, interruttori ottici efficienti e vetro a bassa riflessione.

## Storia

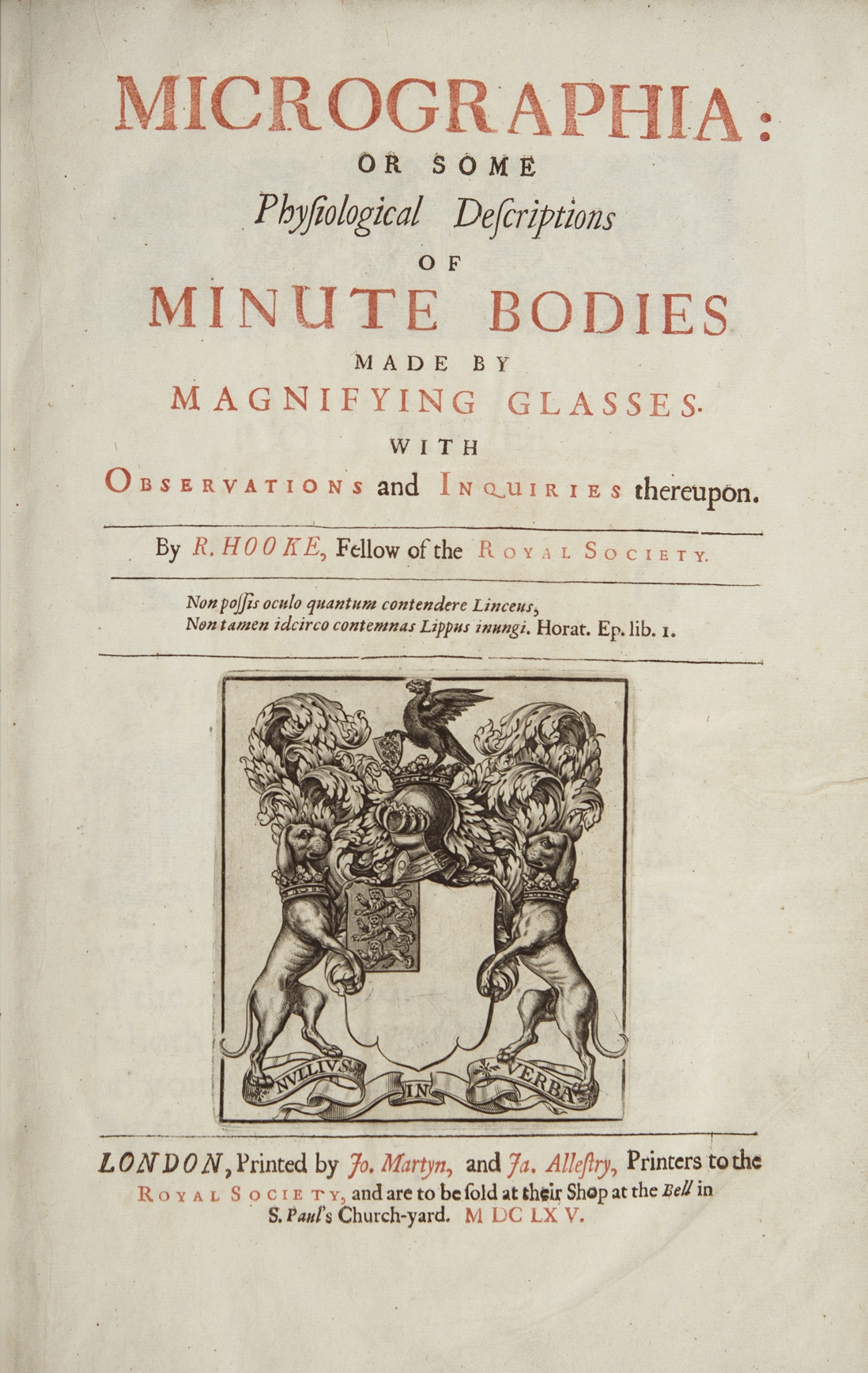
La Micrografia di Robert Hooke del 1665 contiene le prime osservazioni dei colori strutturali.

Nel suo libro del 1665 Micrografia, Robert Hooke descrisse i colori "fantastici" delle piume del pavone:
Nel suo libro Opticks del 1704, Isaac Newton descrisse il meccanismo dei colori diversi dal pigmento marrone delle piume della coda del pavone. Newton notò che:
Thomas Young (1773–1829) ampliò la teoria corpuscolare della luce di Newton dimostrando che la luce può comportarsi anche come un'onda. Nel 1803 dimostrò che la luce poteva essere diffratta da spigoli vivi o fessure, creando modelli di interferenza.

## Principi

### Struttura

Quando la luce incide su un film sottile, le onde riflesse dalle superfici superiore e inferiore percorrono distanze diverse a seconda dell'angolazione, quindi interferiscono.

La colorazione strutturale è causata da effetti di interferenza piuttosto che da pigmenti. I colori vengono prodotti quando un materiale ha una struttura incisa con sottili linee parallele, o è formato da uno o più film sottili paralleli, o altrimenti composto da microstrutture sulla scala della lunghezza d'onda del colore.
La colorazione strutturale è responsabile del blu e del verde delle piume di molti uccelli (ad esempio il gruccione, il martin pescatore e la ghiandaia marina), così come di molte ali di farfalle, delle elitre dei coleotteri e (sebbene raro tra i fiori) della lucentezza dei petali del ranuncolo. I colori sono spesso iridescenti, come nelle piume del pavone e nelle conchiglie madreperlacee come quelle delle ostriche perlifere e dei nautilus. Ciò avviene perché il colore riflesso dipende dall'angolo di visione, che a sua volta governa la spaziatura apparente delle strutture responsabili. I colori strutturali possono essere combinati con i colori dei pigmenti: le piume del pavone sono pigmentate di marrone con melanina, mentre i petali del ranuncolo hanno sia pigmenti carotenoidi per il giallo che film sottili per la riflettività.

### Principio dell'iridescenza

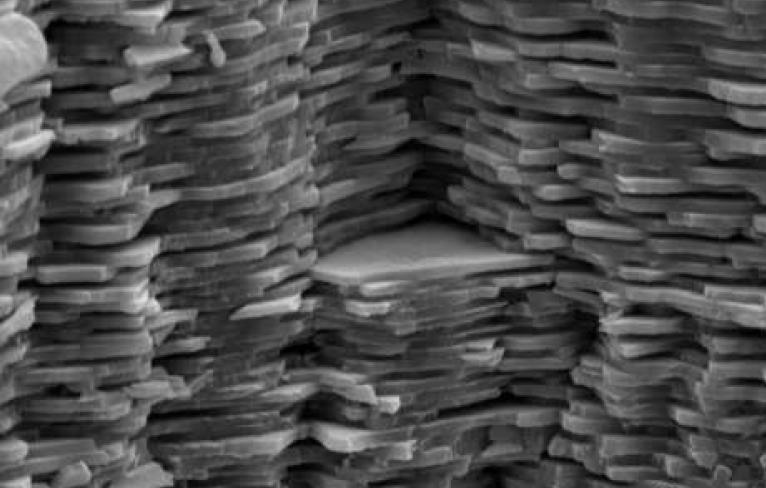
Micrografia elettronica di una superficie fratturata di madreperla che mostra più strati sottili

Una serie di 3 diapositive di immagini scattate con e senza un paio di occhiali cinematografici MasterImage 3D a polarizzazione circolare di alcuni esemplari morti di Cetonia aurata, il cui colore verde brillante deriva dalla luce polarizzata a sinistra. Da notare che, senza occhiali, sia gli insetti sia le loro immagini speculari hanno un colore brillante. Il polarizzatore destro rimuove il colore degli scarabei ma lascia il colore delle immagini speculari. Il polarizzatore sinistro fa l'opposto, mostrando l'inversione della chiralità della luce riflessa.

L'iridescenza, come spiegato da Thomas Young nel 1803, si crea quando i film sottili riflettono parte della luce che incide su di essi sulla loro superficie superiore. Il resto della luce attraversa i film e un'altra parte viene riflessa dalle loro superfici inferiori. Le due serie di onde sono riflesse verso l'alto nella stessa direzione. Ma poiché le onde riflesse dalla superficie inferiore hanno viaggiato un po' più lontano, in base allo spessore e all'indice di rifrazione del film, nonché all'angolo di incidenza della luce, i due insiemi di onde sono fuori fase. Quando le onde distano una o più lunghezze d'onda intere, in altre parole, a certi angoli specifici, si sommano (interferiscono in modo costruttivo), dando luogo a una forte riflessione. Ad altre angolazioni e differenze di fase, possono sottrarsi, dando luogo a deboli riflessioni. La pellicola sottile riflette quindi selettivamente solo una lunghezza d'onda (un colore puro) a qualsiasi angolazione, ma altre lunghezze d'onda (colori diversi) a diverse angolazioni. Quindi, quando una struttura a film sottile come l'ala di una farfalla o la piuma di un uccello si muove, sembra cambiare colore.

## Meccanismi

### Strutture fisse

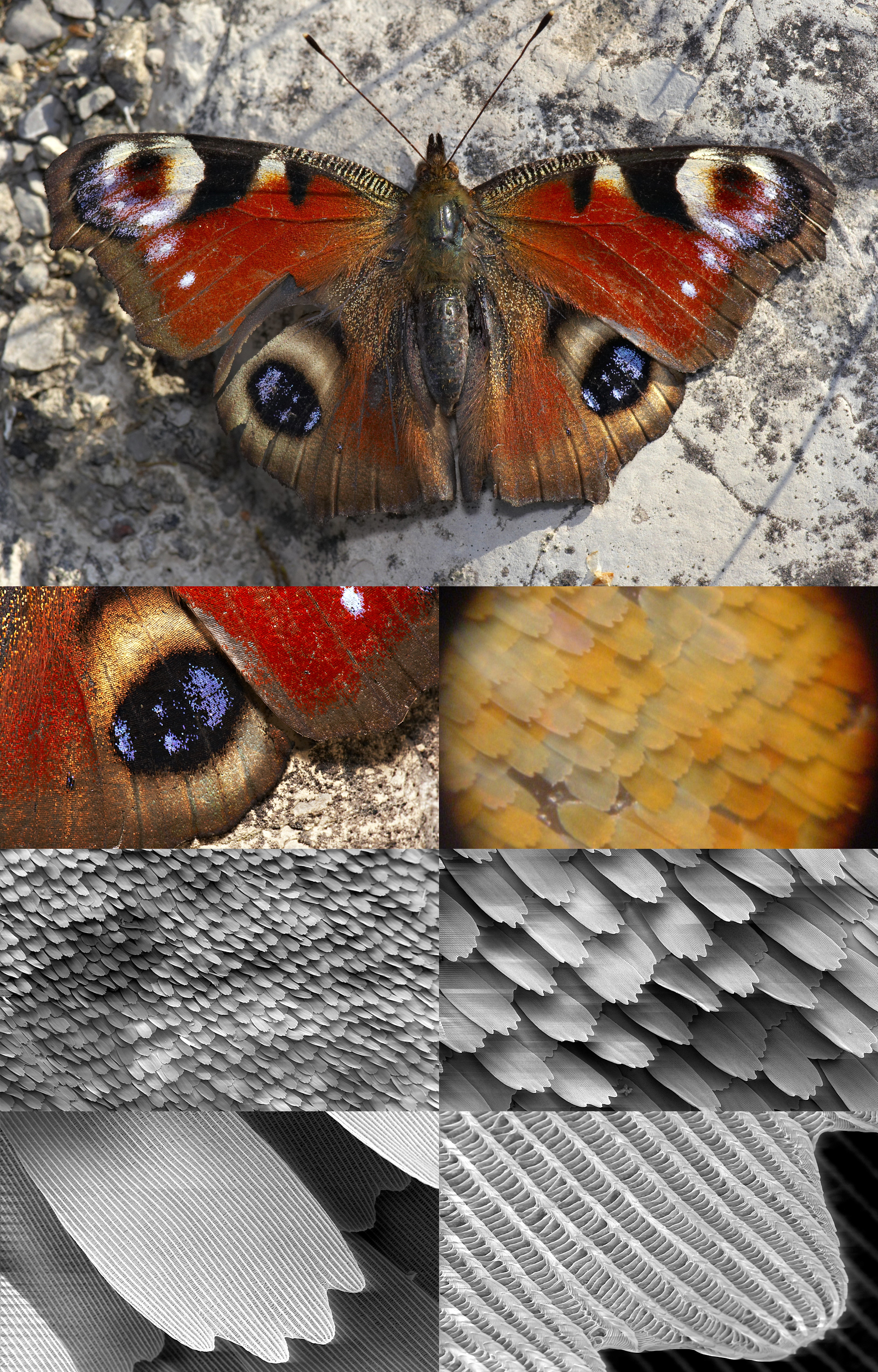
L'ala di una farfalla a diversi ingrandimenti rivela la chitina microstrutturata che agisce come un reticolo di diffrazione

Un certo numero di strutture fisse possono creare colori strutturali, attraverso meccanismi che includono reticoli di diffrazione, specchi selettivi, cristalli fotonici, fibre cristalline e matrici deformate. Le strutture possono essere molto più elaborate di un singolo film sottile: i film possono essere impilati per dare una forte iridescenza, per combinare due colori o per bilanciare l'inevitabile cambiamento di colore con l'angolazione per dare un effetto più diffuso e meno iridescente. Ogni meccanismo offre una soluzione specifica al problema di creare un colore brillante o una combinazione di colori visibili da diverse direzioni.
Un reticolo di diffrazione costituito da strati di chitina e aria dà origine ai colori iridescenti delle squame delle ali delle farfalle e delle penne della coda di uccelli come il pavone. Hooke e Newton avevano ragione quando affermavano che i colori del pavone sono creati dall'interferenza, ma le strutture responsabili, essendo vicine in scala alla lunghezza d'onda della luce, erano più piccole delle strutture striate che potevano vedere con i loro microscopi ottici. Un altro modo per produrre un reticolo di diffrazione è quello di utilizzare strutture di chitina a forma di albero, come quelle presenti sulle scaglie alari di alcune delle farfalle tropicali Morpho dai colori brillanti. Esiste un'altra variante nella paradisea dalle sei penne di Lawes. Le barbule delle piume della sua colorata macchia pettorale sono a forma di V, creando microstrutture a pellicola sottile che riflettono fortemente due colori diversi, il blu-verde brillante e il giallo-arancio. Quando l'uccello si muove, il colore cambia bruscamente tra questi due colori, anziché fluttuare in modo cangiante. Durante il corteggiamento, l'uccello maschio compie sistematicamente piccoli movimenti per attrarre le femmine, quindi le strutture devono essersi evolute attraverso la selezione sessuale.
I cristalli fotonici possono essere formati in diversi modi. Nella farfalla Parides sesostris, i cristalli fotonici sono formati da serie di fori di dimensioni nanometriche nella chitina delle squame alari. I fori hanno un diametro di circa 150 nanometri e sono più o meno alla stessa distanza l'uno dall'altro. I fori sono disposti regolarmente in piccole zone; le zone adiacenti contengono serie di fori con orientamenti diversi. Il risultato è che queste squame riflettono la luce verde in modo uniforme a diverse angolazioni invece di essere iridescenti. Nel Lamprocyphus augustus, un punteruolo del Brasile, l'esoscheletro di chitina è ricoperto da squame ovali di colore verde iridescente. Queste contengono reticoli cristallini orientati in tutte le direzioni, il che conferisce loro una brillante colorazione verde che difficilmente varia con l'angolazione. Le squame sono effettivamente divise in pixel larghi circa un micrometro. Ciascuno di questi pixel è un singolo cristallo e riflette la luce in una direzione diversa da quella dei suoi vicini.

Colorazione strutturale attraverso specchi selettivi nella farfalla Papilio palinurus

Gli specchi selettivi che creano effetti di interferenza sono formati da fossette a forma di ciotola delle dimensioni di un micron, rivestite da più strati di chitina nelle squame alari della farfalla Papilio palinurus. Questi agiscono come specchi altamente selettivi per due lunghezze d'onda della luce. La luce gialla viene riflessa direttamente dal centro delle fossette, mentre la luce blu viene riflessa due volte dai lati delle fossette. La combinazione appare verde, ma può essere vista come una serie di punti gialli circondati da cerchi blu al microscopio.
Le fibre cristalline, formate da serie esagonali di nanofibre cave, creano i colori cangianti e brillanti delle setae di Aphrodita, un genere di anellidi marini non vermiformi. I colori sono aposematici, avvisando i predatori di non attaccare. Le pareti di chitina delle setole cave formano un cristallo fotonico esagonale a forma di nido d'ape; i fori esagonali distano 0,51 µm. La struttura si comporta otticamente come se fosse composta da una pila di 88 reticoli di diffrazione, rendendo Aphrodita uno degli organismi marini più iridescenti.

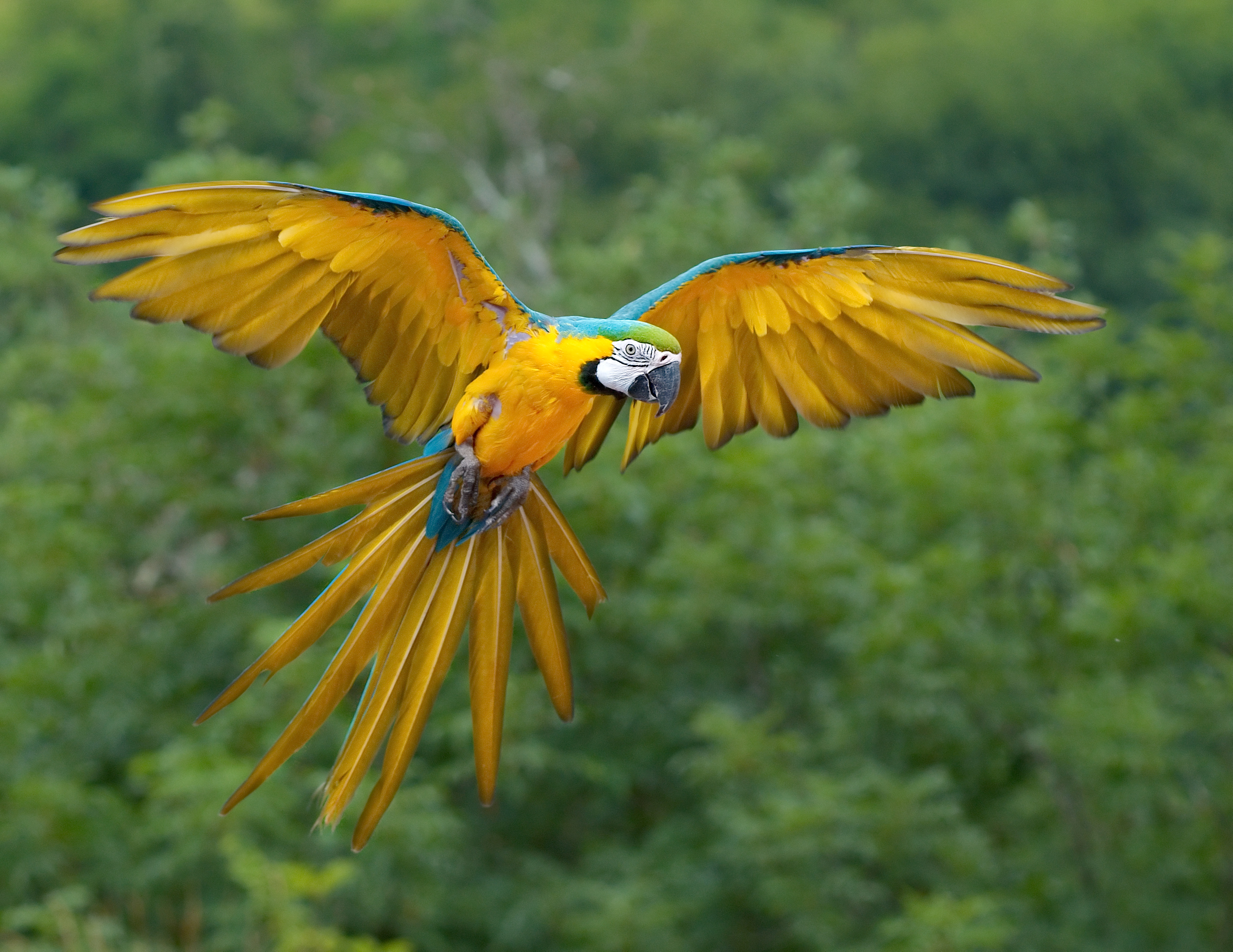
Magnifici colori non iridescenti di Ara ararauna creati da nanocanali casuali

Matrici deformate, costituite da nanocanali orientati casualmente in una matrice di cheratina spugnosa, creano il colore blu diffuso e non iridescente di Ara ararauna. Poiché i riflessi non sono tutti disposti nella stessa direzione, i colori, pur essendo magnifici, non variano molto con l'angolazione, quindi non sono iridescenti.

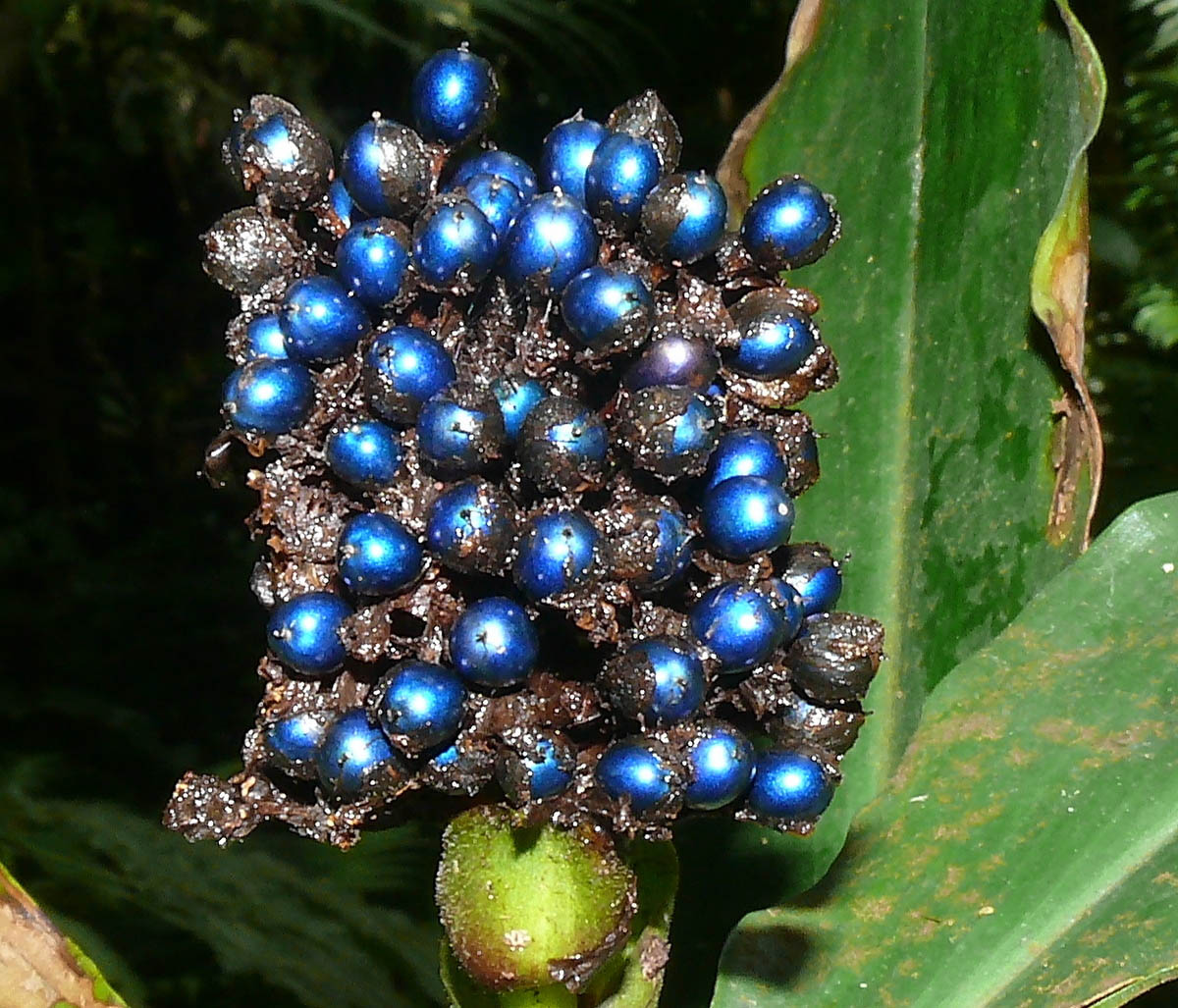
Il blu più intenso conosciuto in natura: i frutti di Pollia condensata

Avvolgimenti a spirale, formati da microfibrille di cellulosa impilate elicoidalmente, creano la riflessione di Bragg nei frutti di Pollia condensata, dando origine alla colorazione blu più intensa conosciuta in natura. La superficie della bacca presenta quattro strati di cellule con pareti spesse, contenenti spirali di cellulosa trasparente distanziate in modo da creare un'interferenza costruttiva con la luce blu. Al di sotto di queste cellule si trova uno strato spesso due o tre cellule contenente tannini di colore marrone scuro. P. condensata produce un colore più intenso rispetto alle ali delle farfalle Morpho e rappresenta uno dei primi esempi di colorazione strutturale noti in una pianta. Ogni cellula ha il proprio spessore di fibre impilate, il che le fa riflettere un colore diverso dalle altre e produce un effetto pixelato o puntinista con diverse tonalità di blu punteggiate da brillanti punti verdi, viola e rossi. Le fibre in ogni cellula sono sinistrorse o destrorse, quindi ogni cellula polarizza la luce che riflette in una direzione o nell'altra. Pollia è il primo organismo conosciuto a mostrare una polarizzazione casuale della luce, che tuttavia non ha una funzione visiva, poiché gli uccelli granivori che visitano questa specie di pianta non sono in grado di percepire la luce polarizzata. Le microstrutture a spirale si trovano anche negli scarabei, nei quali producono colori iridescenti.

I petali del ranuncolo sfruttano sia il pigmento giallo che la colorazione strutturale

La brillante lucentezza gialla dei petali di un ranuncolo deriva da una combinazione, rara tra le piante, di pigmento giallo e colorazione strutturale. L'epidermide superiore, molto liscia, agisce come una sottile pellicola riflettente e iridescente; ad esempio, in Ranunculus acris, lo strato è spesso 2,7 micrometri. Le insolite cellule di amido formano un riflettore diffuso ma potente, esaltando la brillantezza del fiore. I petali ricurvi formano un disco paraboloidale che dirige il calore del sole verso le parti riproduttive al centro del fiore, mantenendolo di alcuni gradi al di sopra della temperatura ambiente.
La colorazione strutturale sui tagli di carne appare solo dopo che viene esposto il modello ordinato delle fibrille muscolari e la luce viene diffratta dalle proteine presenti nelle fibrille. La colorazione o la lunghezza d'onda della luce diffratta dipendono dall'angolo di osservazione e possono essere esaltate ricoprendo la carne con fogli traslucidi. L'irruvidimento della superficie o la rimozione del contenuto d'acqua mediante essiccazione provoca il collasso della struttura, quindi la scomparsa della colorazione strutturale.
L'interferenza da molteplici riflessioni interne totali può verificarsi in strutture su scala microscopica, come gocce d'acqua sessili e gocce bifasiche di olio in acqua così come superfici microstrutturate di polimeri. In questo meccanismo di colorazione strutturale, i raggi luminosi che viaggiano lungo diversi percorsi di riflessione interna totale lungo un'interfaccia interferiscono generando un colore iridescente.

### Strutture variabili

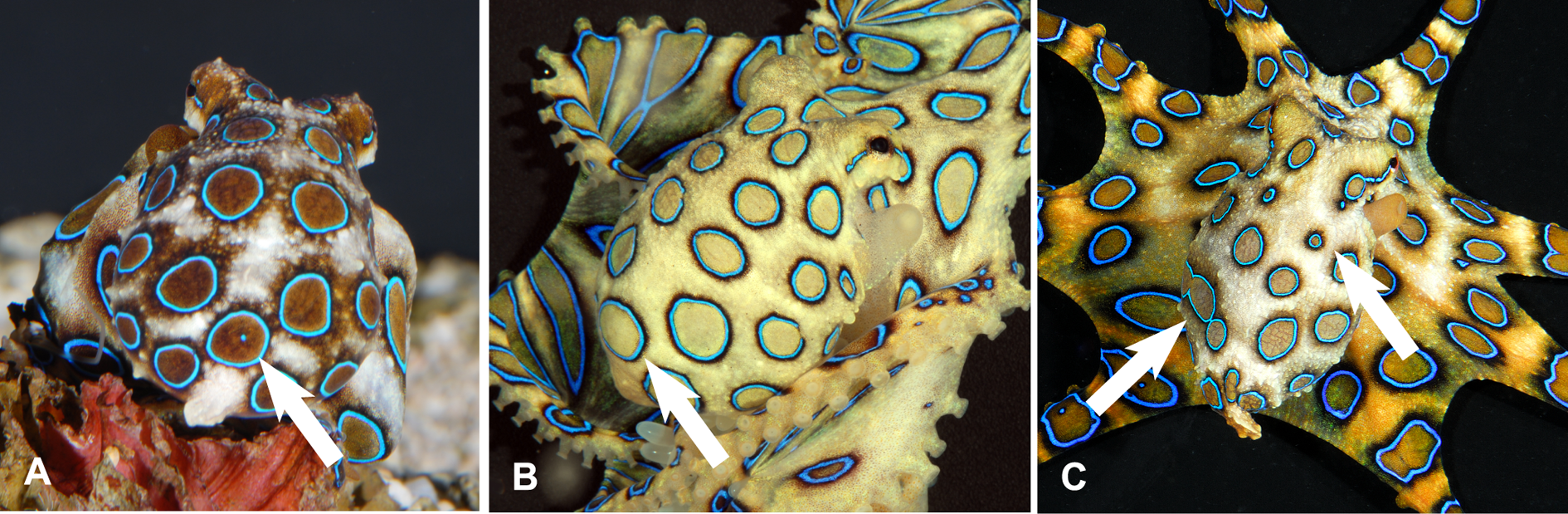
Pattern di anelli variabili sui mantelli di Hapalochlaena lunulata

Alcuni animali, tra cui i cefalopodi come i calamari, sono in grado di variare rapidamente i loro colori sia a scopo di mimetismo che di segnalazione. I meccanismi includono proteine reversibili che possono passare da una configurazione all'altra. La configurazione della proteina riflettina nelle cellule cromatoforiche della pelle del calamaro Doryteuthis pealeii è controllata dalla carica elettrica. In assenza di carica, le proteine si impilano strettamente tra loro, formando uno strato sottile e più riflettente; in presenza di carica, le molecole si impilano più debolmente, formando uno strato più spesso. Poiché i cromatofori contengono più strati di riflettina, il cambiamento modifica la spaziatura degli strati e quindi il colore della luce riflessa.
I polpi dagli anelli blu trascorrono gran parte del loro tempo nascosti nelle fessure, esibendo al contempo efficaci schemi di mimetizzazione grazie alle loro cellule cromatofore dermiche. Se vengono provocati, cambiano rapidamente colore, diventando di un giallo brillante e ciascuno dei 50-60 anelli lampeggia di un blu iridescente entro un terzo di secondo. Gli anelli contengono iridofori multistrato che sono disposti in modo da riflettere la luce blu-verde in un'ampia direzione di visione. Le rapide pulsazioni degli anelli blu vengono ottenuti utilizzando muscoli sotto il controllo neurale. In circostanze normali, ogni anello è nascosto dalla contrazione dei muscoli sopra gli iridofori. Quando questi si rilassano e i muscoli esterni all'anello si contraggono, gli anelli blu brillante vengono esposti.

## Esempi

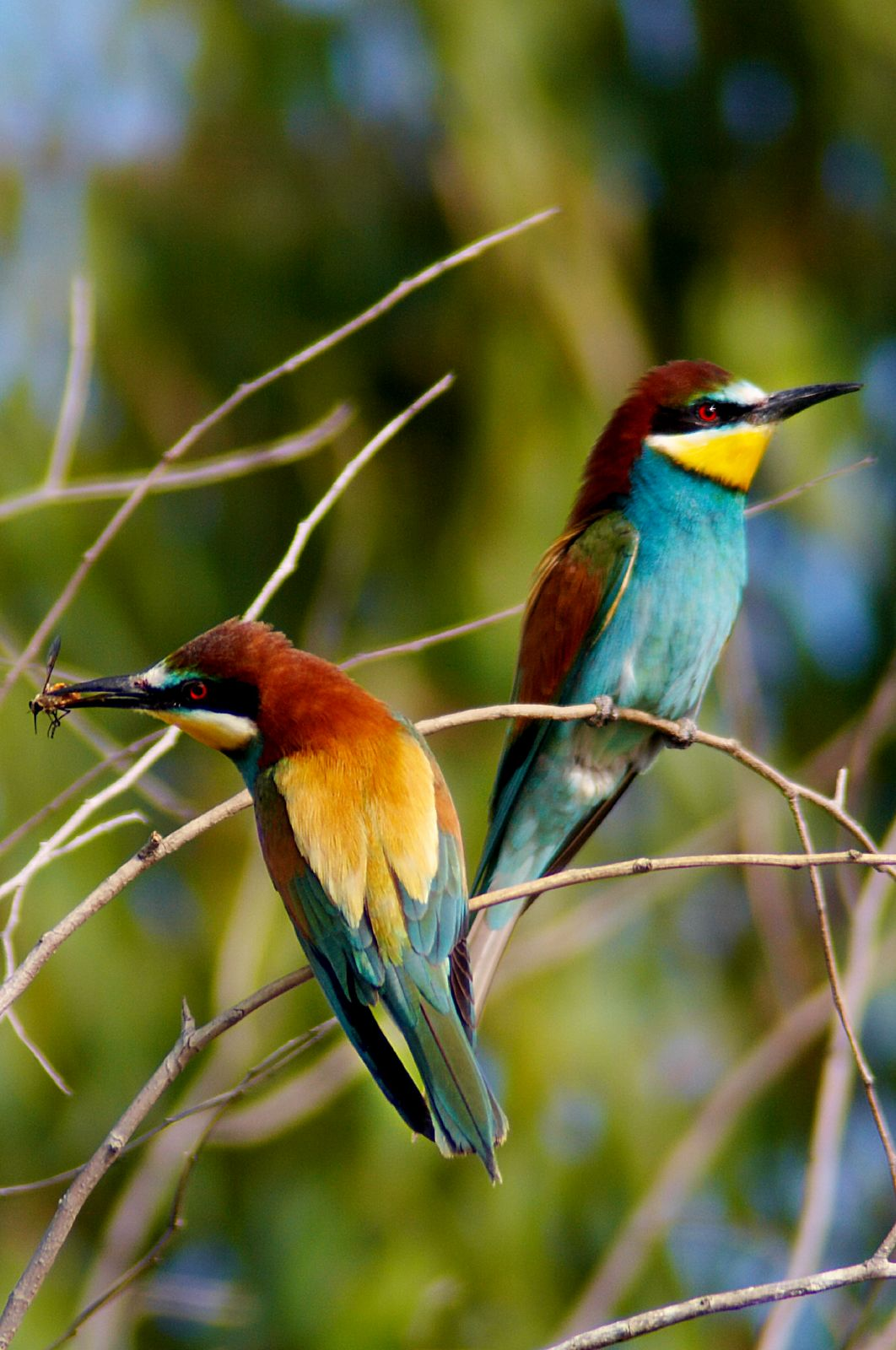
I gruccioni comuni devono i loro colori brillanti in parte alle microstrutture del reticolo di diffrazione nelle loro piume
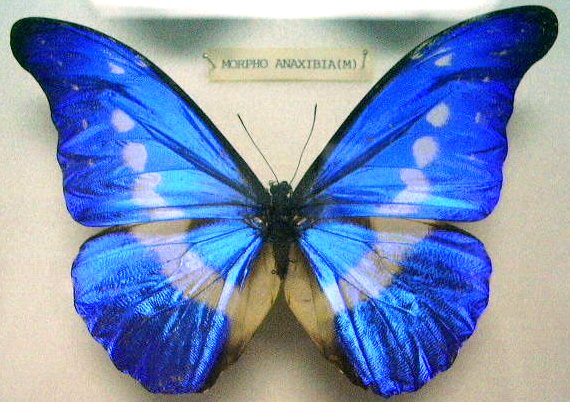
Nelle farfalle Morpho, come Morpho helena, i colori brillanti sono prodotti da intricate microstrutture a forma di abete, troppo piccole per i microscopi ottici
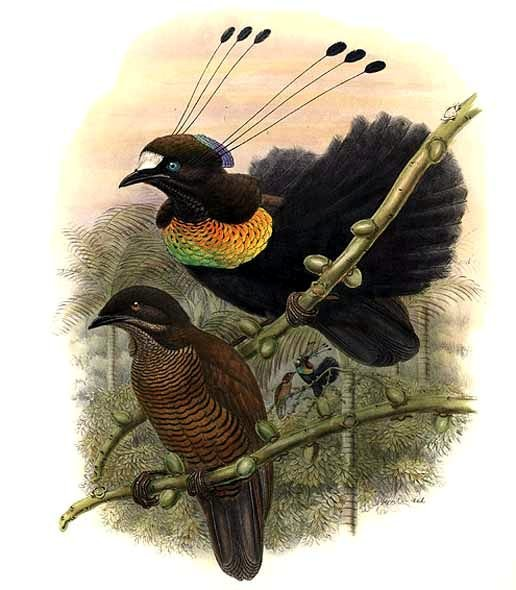
Il maschio dell'uccello del paradiso Parotia lawesii invia segnali alla femmina attraverso le piume del petto, che passano dal blu al giallo
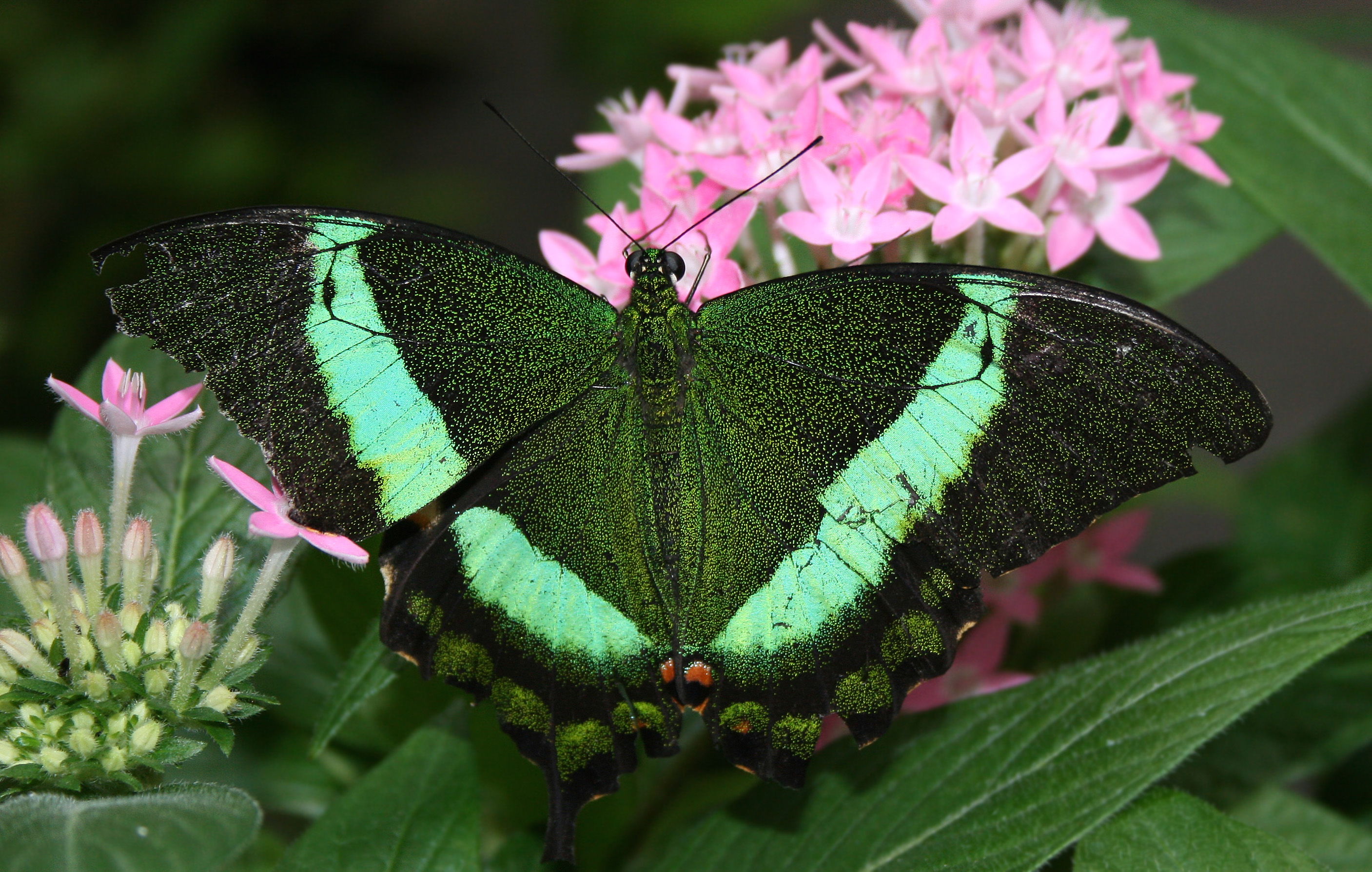
Il verde brillante della farfalla coda di rondine smeraldo, Papilio palinurus, è creato da una serie di microscopiche ciotole che riflettono il giallo direttamente e il blu lateralmente
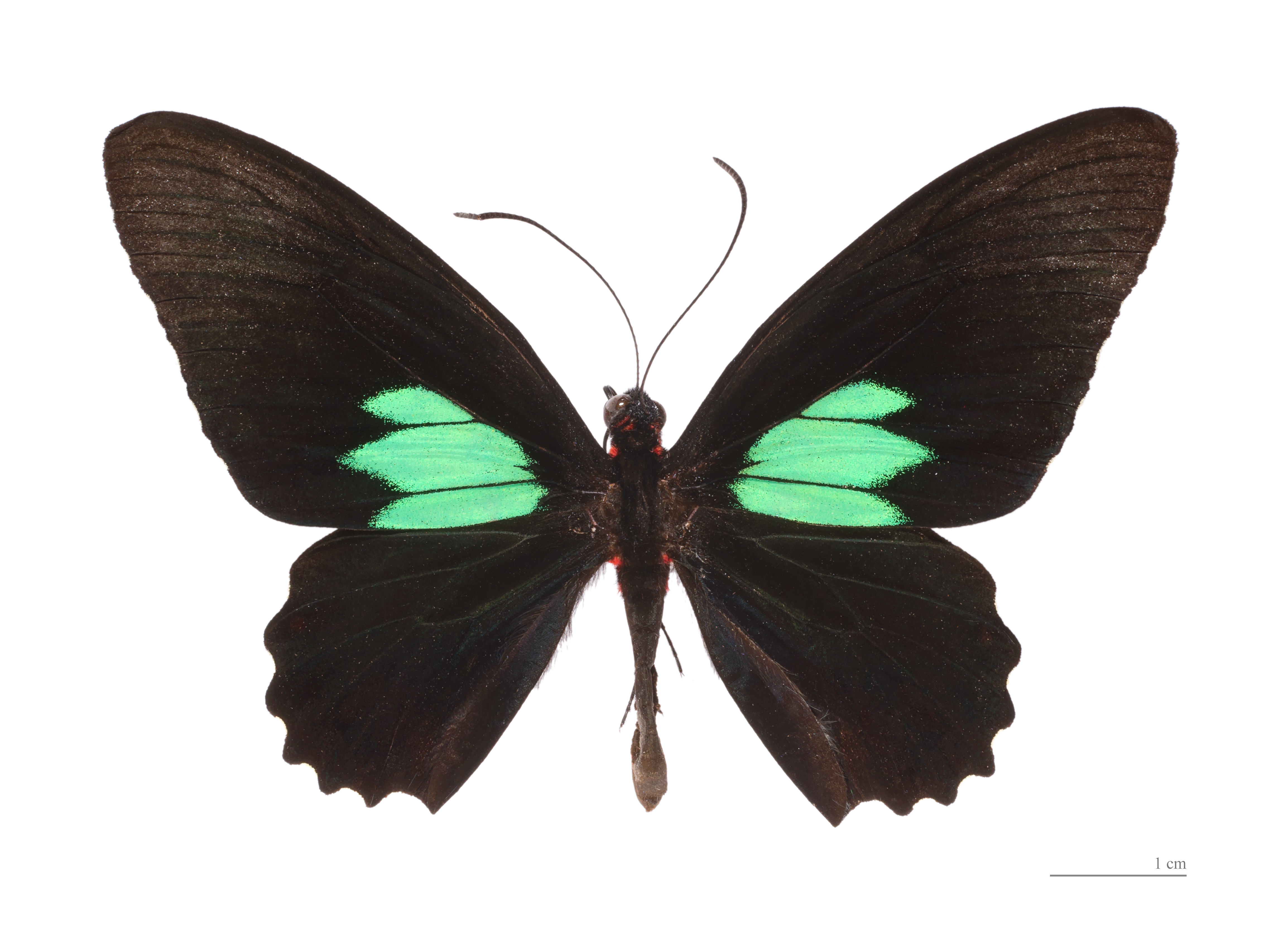
La farfalla Parides sesostris crea il suo verde brillante utilizzando cristalli fotonici
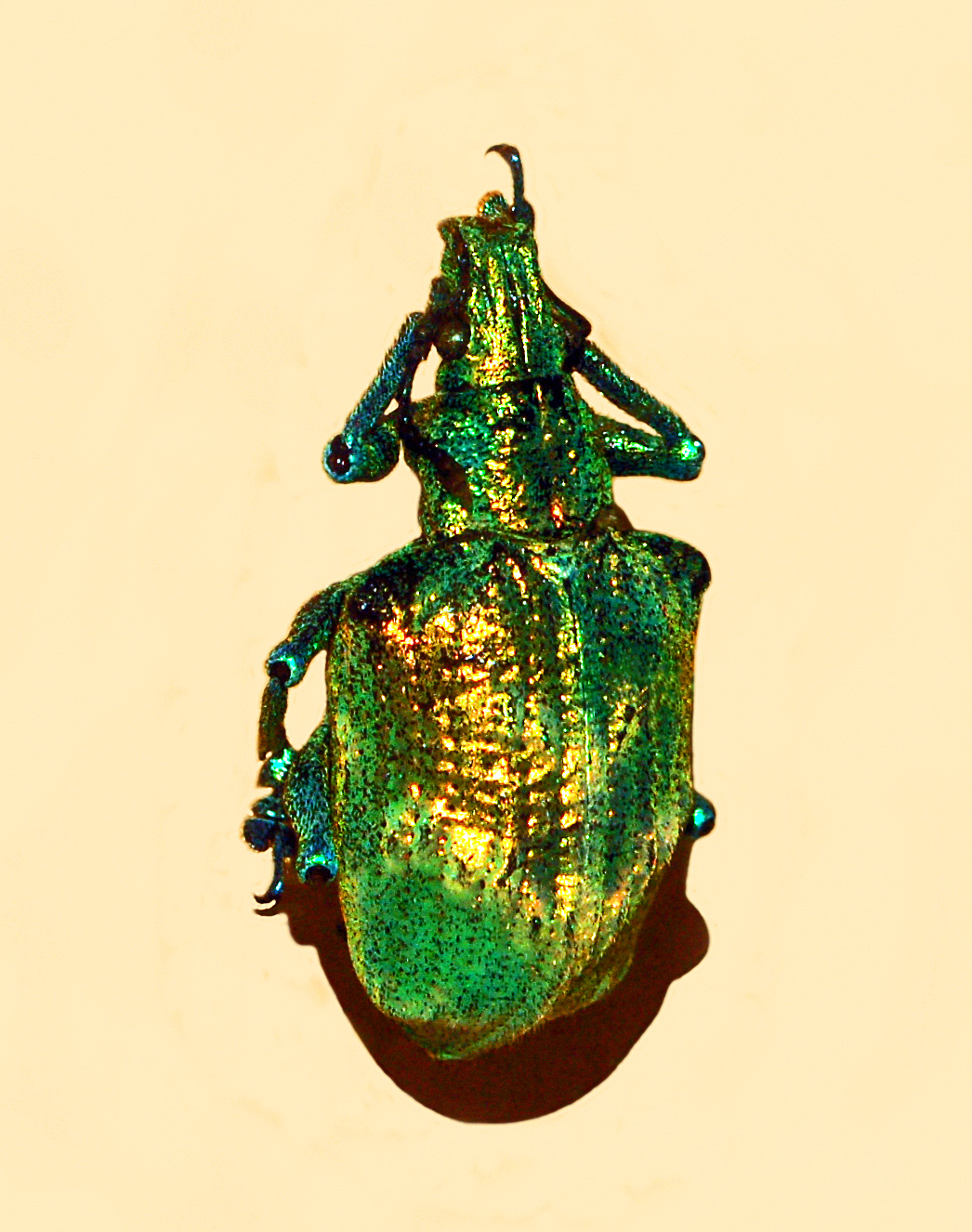
Le squame iridescenti di Lamprocyphus augustus contengono reticoli cristallini orientati in tutte le direzioni, il che conferisce un colore verde quasi uniforme
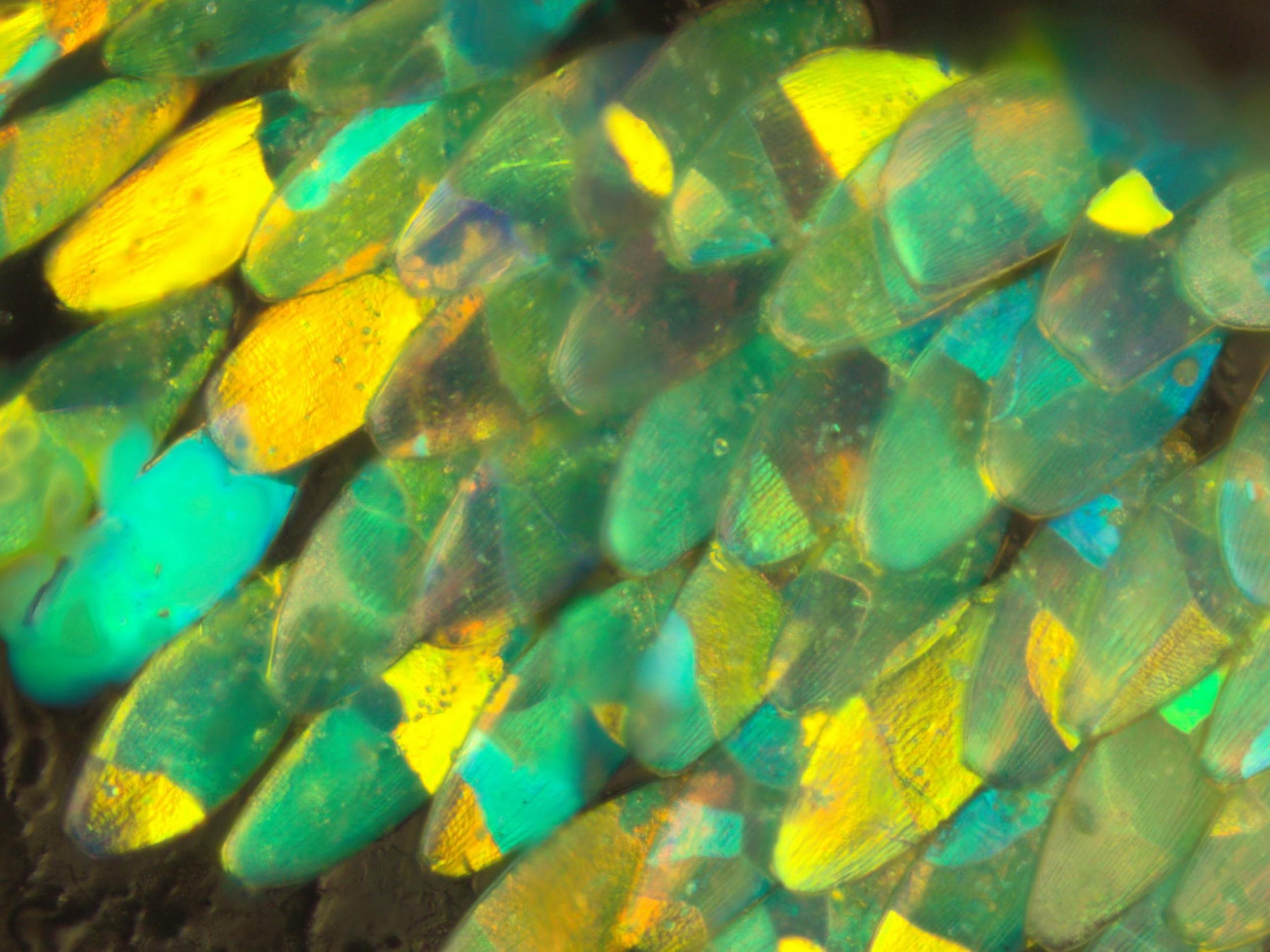
Squame iridescenti sul punteruolo Entimus imperialis
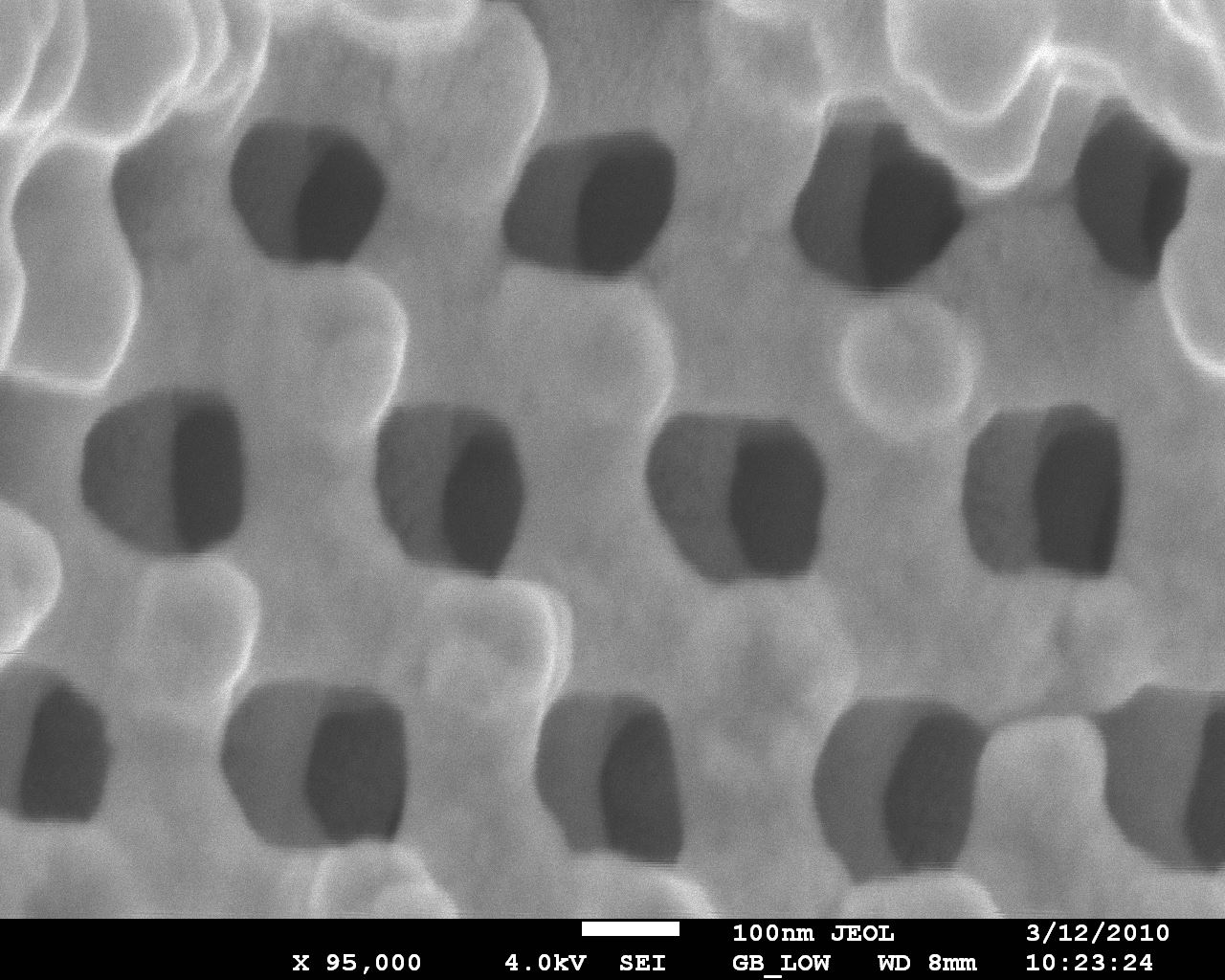
Micrografia elettronica dei cristalli fotonici tridimensionali all'interno delle squame del punteruolo Entimus imperialis
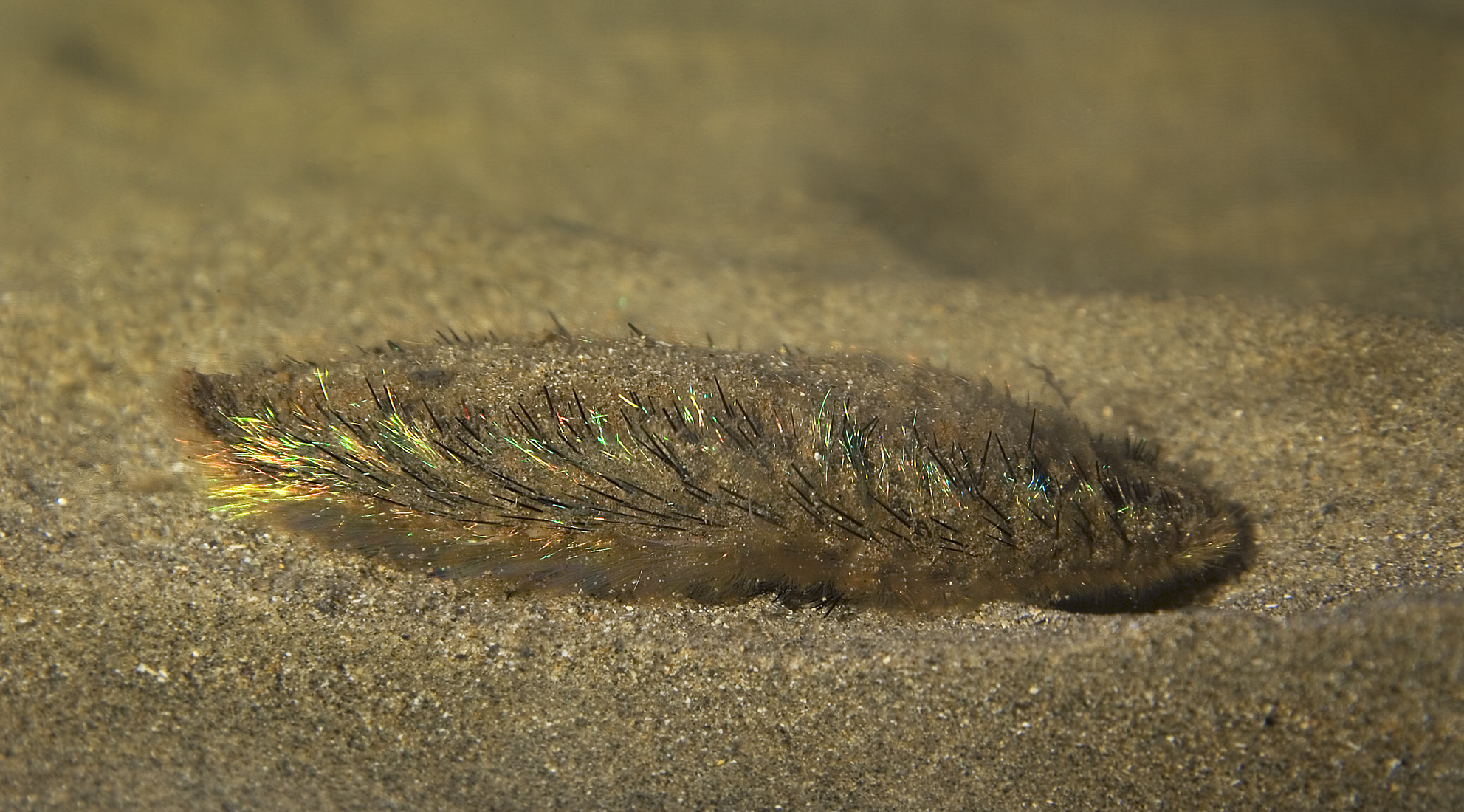
Le setole cave in nanofibre di Aphrodita aculeata riflettono la luce nei toni del giallo, del rosso e del verde per tenere lontani i predatori
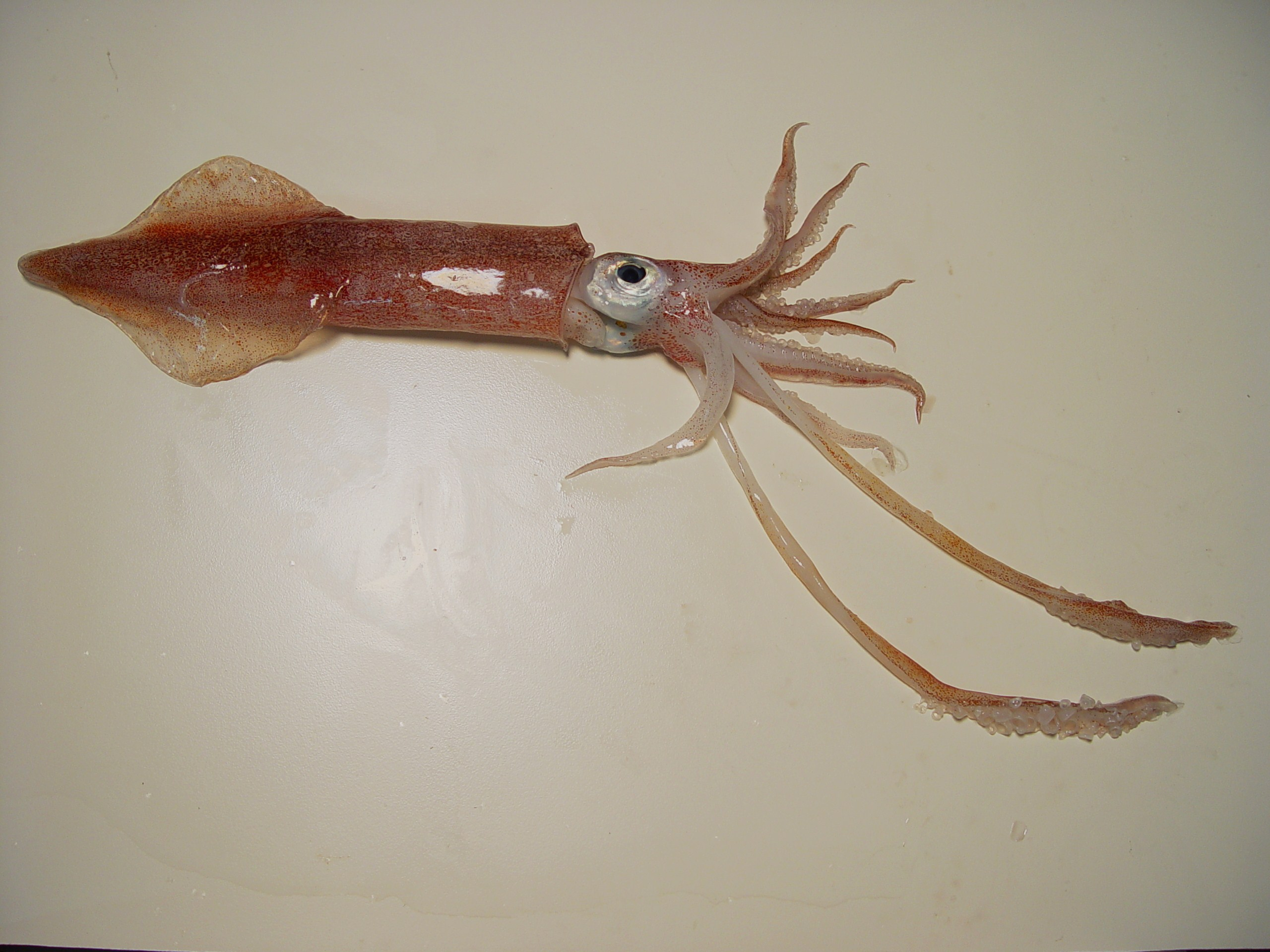
Il calamaro costiero dalle pinne lunghe, Doryteuthis pealeii, è stato studiato per la sua capacità di cambiare colore
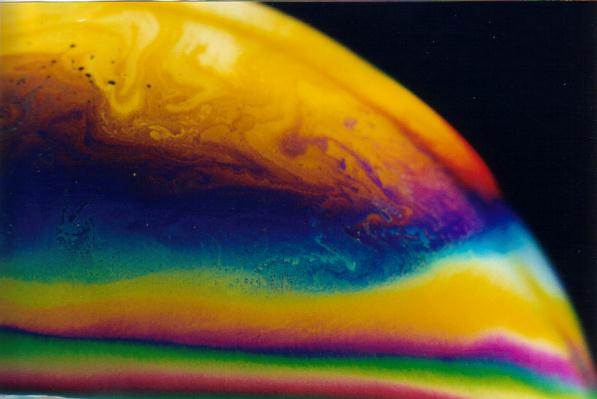
Interferenza di film sottile in una bolla di sapone. Il colore varia con lo spessore del film
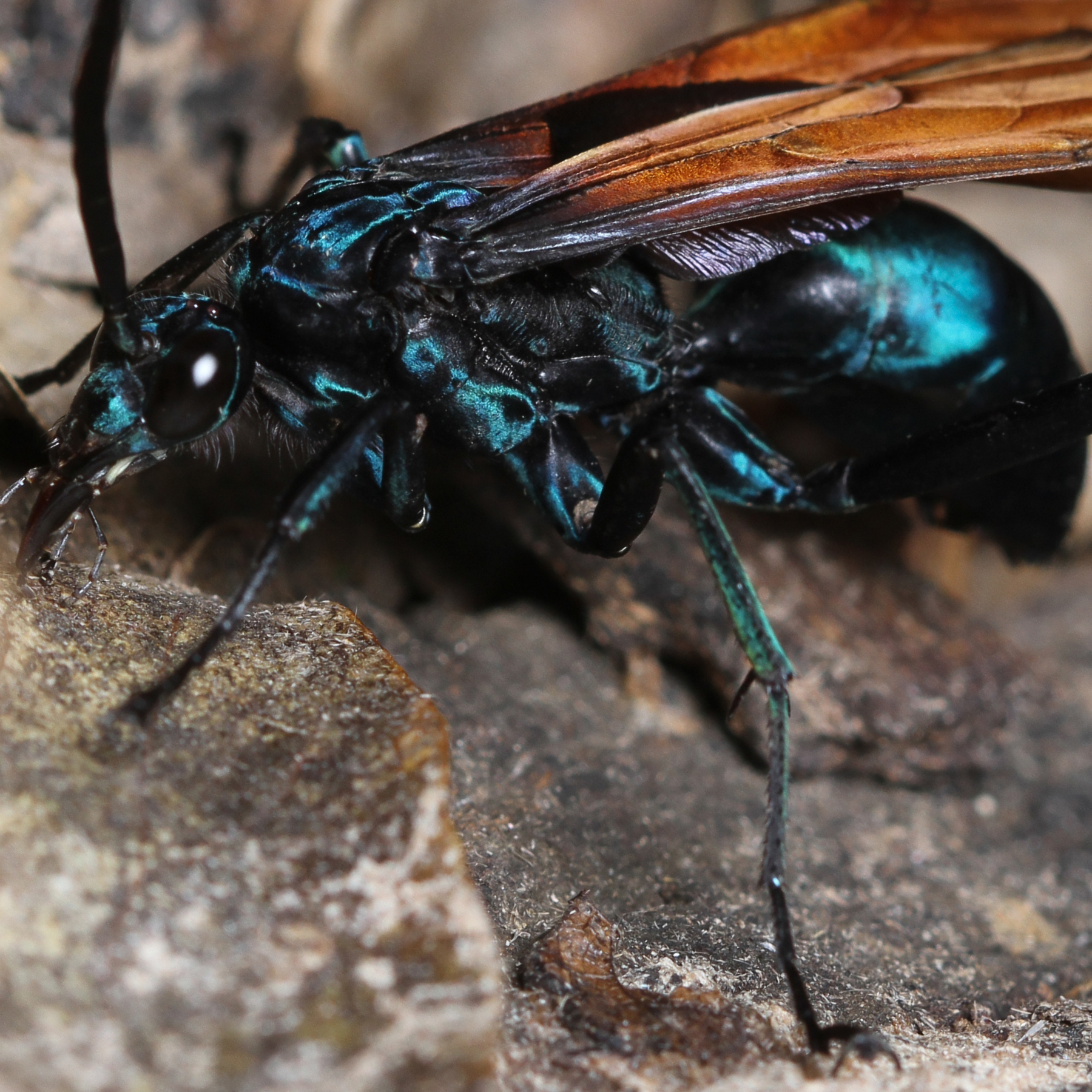
Le vespe dei generi Pepsis e Hemipepsis spesso producono una tinta bluastra grazie alla scultura della loro chitina, altrimenti nera
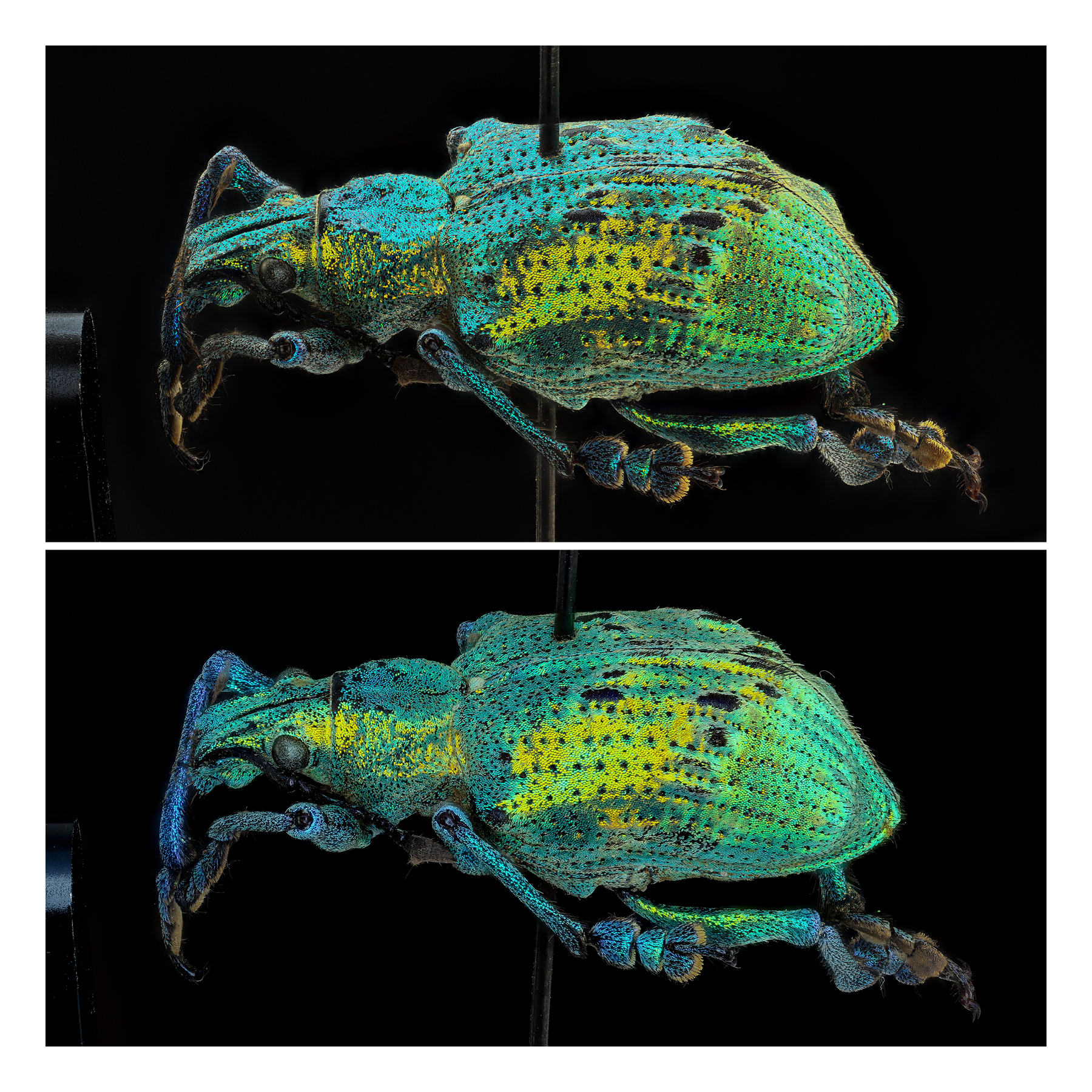
Due fotografie dello stesso punteruolo Eupholus mostrano l'espressione unica del colore strutturale

## Tecnologia

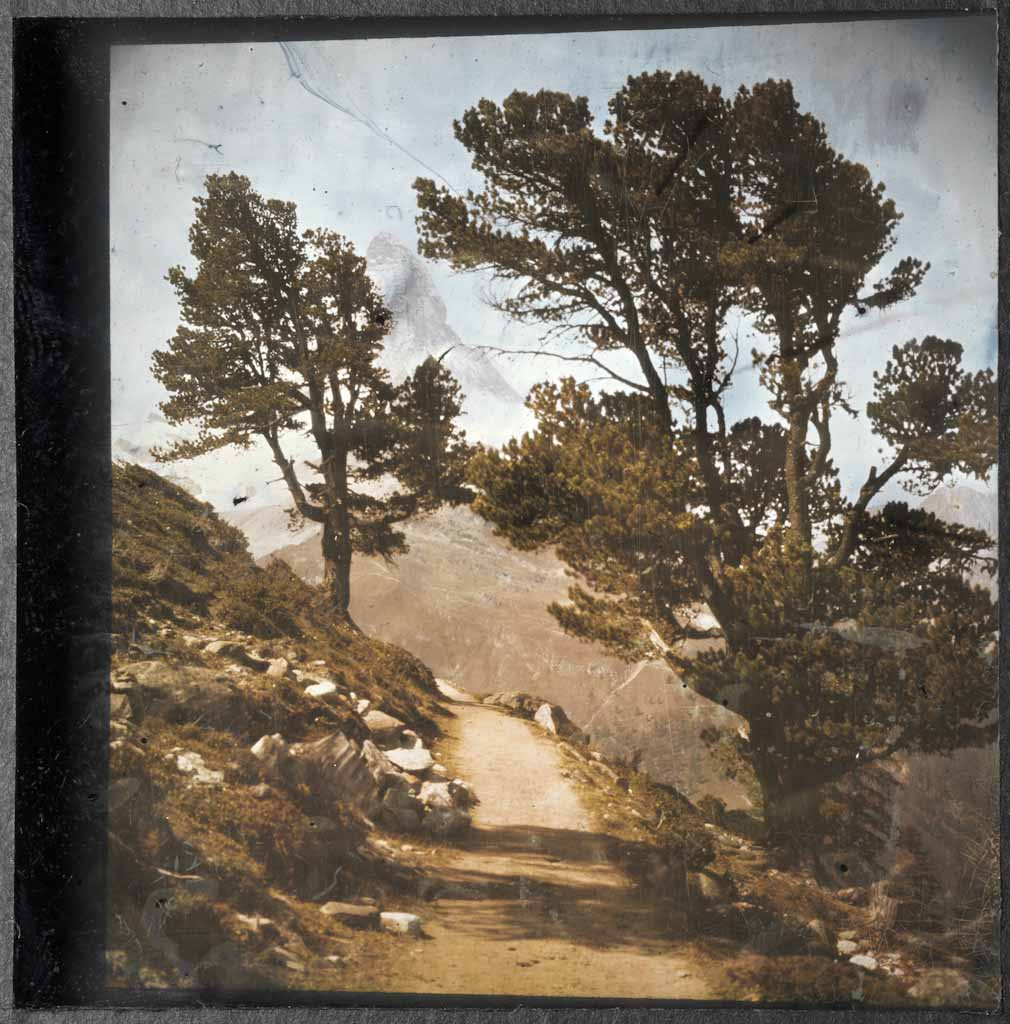
Una delle fotografie a colori di Gabriel Lippmann, "Le Cervin", 1899, realizzata utilizzando un procedimento fotografico monocromatico (una singola emulsione). I colori sono strutturali e creati dall'interferenza con la luce riflessa dal retro della lastra di vetro.

Gabriel Lippmann vinse il premio Nobel per la fisica nel 1908 per il suo lavoro su un metodo di colorazione strutturale della fotografia a colori, la lastra di Lippmann. Per questa operazione fu utilizzata un'emulsione fotosensibile sufficientemente fine da consentire la registrazione nello spessore dello strato di emulsione dell'interferenza causata dalle onde luminose riflesse dal retro della lastra di vetro, in un processo fotografico monocromatico (bianco e nero). La luce bianca che attraversa la lastra ricostruisce efficacemente i colori della scena fotografata.
Nel 2010, la sarta Donna Sgro ha realizzato un abito in Morphotex della Teijin Fibers, un tessuto da fibre strutturalmente colorate, non tinto, che imita la microstruttura delle squame delle ali della farfalla Morpho. Le fibre sono composte da 61 strati piatti alternati, spessi tra 70 e 100 nanometri, di due materie plastiche con indici di rifrazione diversi, nylon e poliestere, in una guaina di nylon trasparente a sezione ovale. I materiali sono disposti in modo che il colore non vari con l'angolazione. Le fibre sono state prodotte in rosso, verde, blu e viola.
Diversi paesi e regioni, tra cui gli Stati Uniti, l'Unione europea e il Brasile, utilizzano banconote che contengono inchiostro otticamente variabile, ovvero strutturalmente colorato, come elemento di sicurezza. Questi inchiostri iridescenti assumono colori diversi a seconda dell'angolazione da cui si guarda la banconota. Poiché l'inchiostro è difficile da reperire e poiché una fotocopiatrici e scanner (che funzionano solo da un'angolazione) non riescono a riprodurre o addirittura a percepire l'effetto di cambiamento di colore, l'inchiostro contribuisce a rendere più difficile la contraffazione.
La colorazione strutturale potrebbe essere ulteriormente sfruttata a livello industriale e commerciale e sono in corso ricerche che potrebbero portare a tali applicazioni. Un parallelo diretto sarebbe la creazione di tessuti mimetici militari attivi o adattabili, che variano i loro colori e motivi per adattarli all'ambiente circostante, proprio come fanno i camaleonti e i cefalopodi. La capacità di variare la riflettività a diverse lunghezze d'onda della luce potrebbe anche portare a efficienti interruttori ottici che potrebbero funzionare come transistor, consentendo agli ingegneri di realizzare veloci computer ottici e router.
La superficie dell'occhio composto della mosca domestica è densamente piena di strutture microscopiche che hanno l'effetto di ridurre la riflessione e quindi aumentare la trasmissione della luce incidente. Allo stesso modo, gli occhi di alcune falene hanno superfici antiriflesso, anch'esse costituite da serie di pilastri più piccoli della lunghezza d'onda della luce. Simili nanostrutture potrebbero essere utilizzate per creare vetri a bassa riflettanza per finestre, celle solari, dispositivi di visualizzazione e tecnologie stealth militari. Le superfici biomimetiche antiriflesso che utilizzano tale principio possono essere prodotte creando prima una maschera mediante litografia con nanoparticelle d'oro, e poi eseguendo incisioni con ioni reattivi.